# Johann Ludwig von Erlach

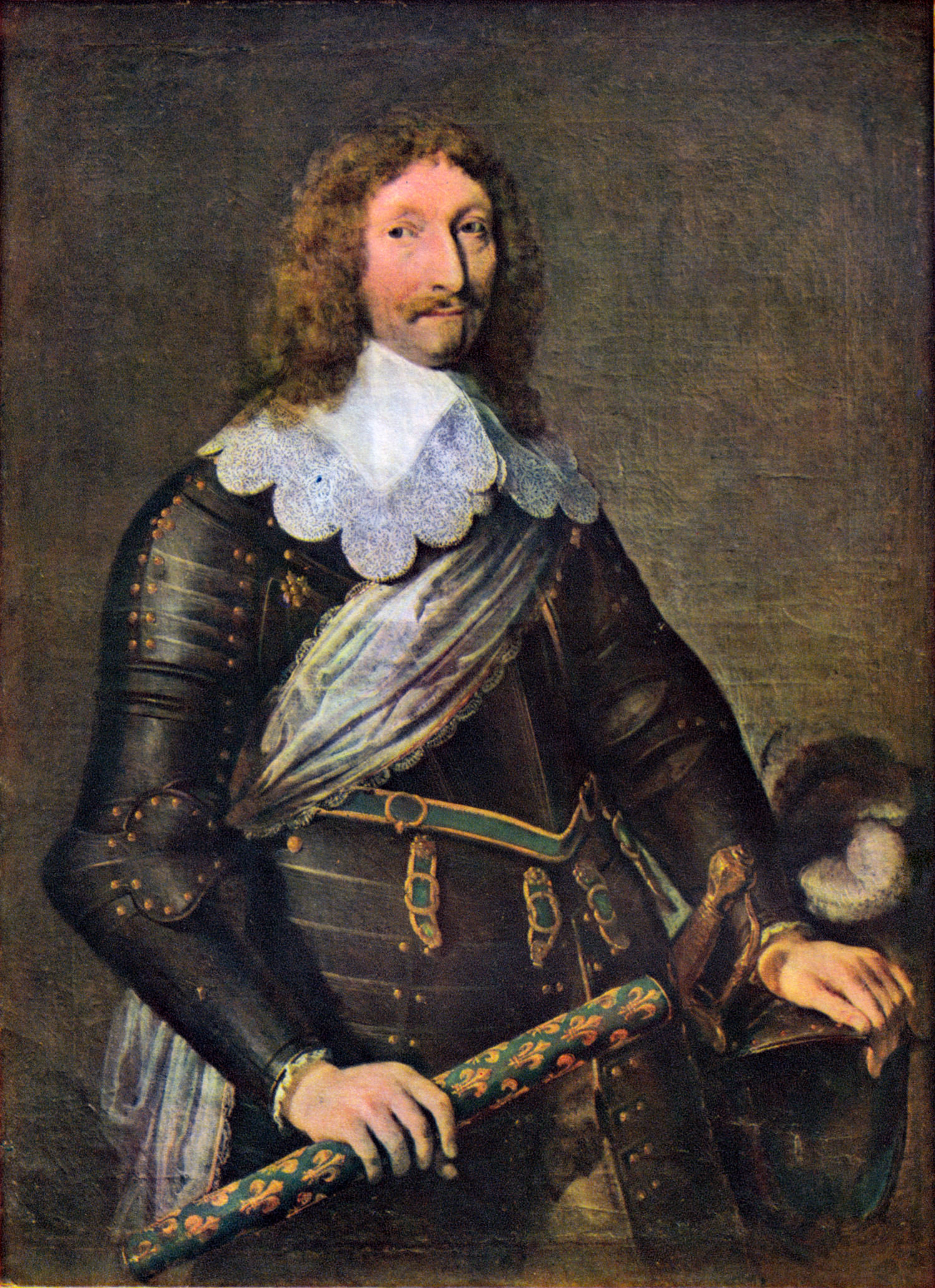
Johann Ludwig von Erlach als Generalleutnant in französischem Dienst (um 1650)

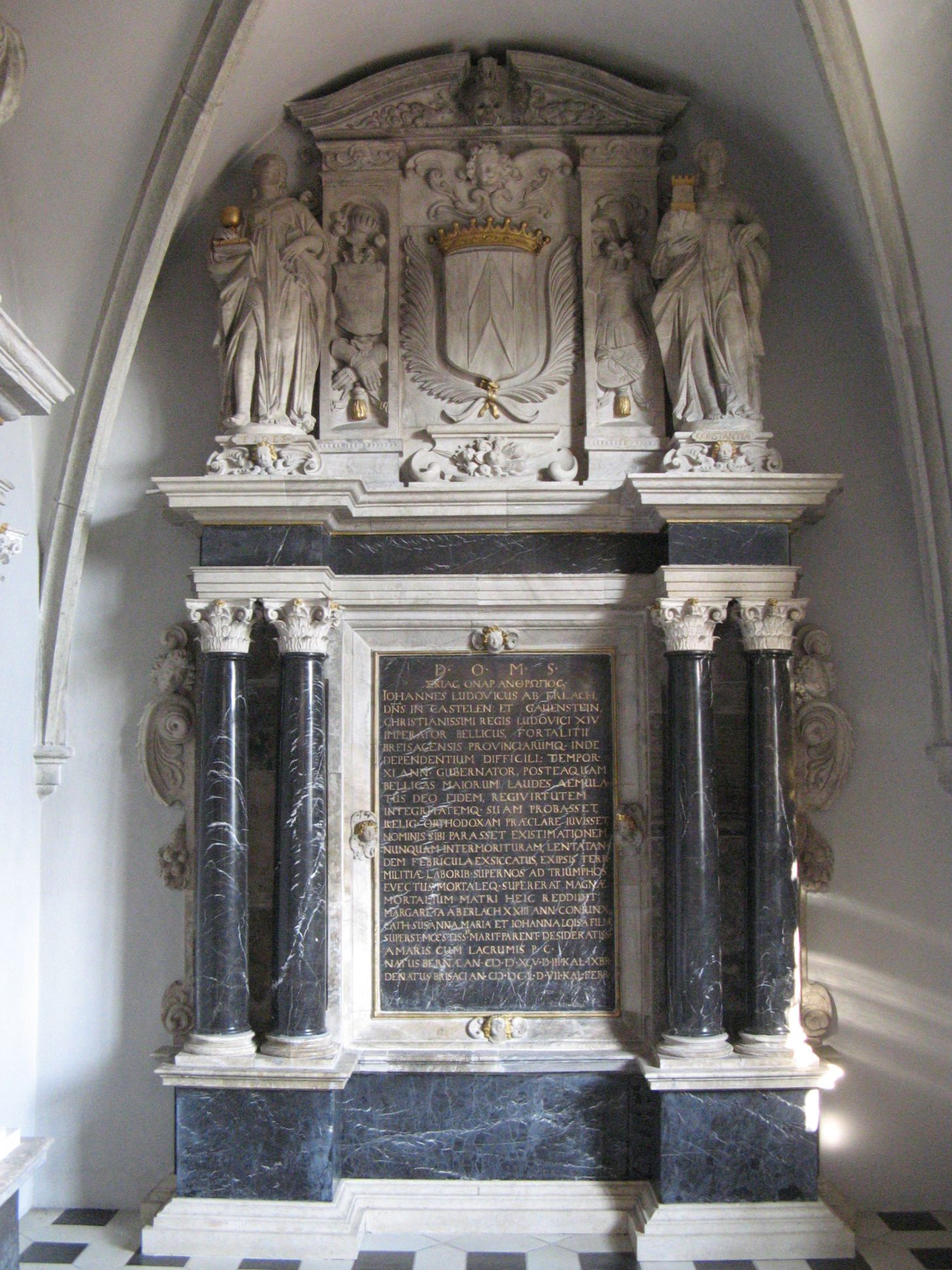
Von Erlachs Grab in der Kirche Schinznach-Dorf

Johann Ludwig von Erlach (* 30. Oktober 1595 in Bern; † 26. Januar 1650 in Breisach) war ein Schweizer protestantischer Söldnerführer, Kriegsherr und Offizier wechselnder Dienstherren während des Dreissigjährigen Krieges.

## Familie
Johann Ludwig von Erlach wurde am 30. Oktober 1595 als Sohn des bernischen Landvogtes Rudolf von Erlach von Morges und von dessen erster Frau Ursula von Mülinen in Bern geboren. 1627 heiratete er Margaretha von Erlach, eine Tochter des Ulrich von Erlach. Er hinterliess das von ihm 1643 neu errichtete Schloss Kasteln seinen drei Töchtern. Catharina Susanna heiratete den Freiherrn Johann Caspar von Dörringenberg aus Hessen-Kassel, Maria Johanna den schwedischen Obristen Axel von Taupadel und Johanna Louisa den schwäbischen Freiherrn Friedrich von Stain. Sigmund von Erlach war ein Neffe Johann Ludwigs von Erlach.

## Berufsausbildung
Nach einer schulischen Ausbildung in Genf von 1608 bis 1611 wurde Johann Ludwig von Erlach Page Christians von Anhalt.
Zwischen 1620 und 1626 trat er sukzessiv als Offizier in anhaltinische, brandenburgische, braunschweigische und schwedische Dienste. 1620 wurde er in der Schlacht am Weissen Berg verwundet und gefangen genommen. Nach seinem Loskauf machte er unter dem Markgrafen von Brandenburg-Jägerndorf und Christian von Braunschweig Feldzüge in Ungarn, Deutschland und Flandern mit. 1623 trat er, nachdem er noch zuvor als braunschweigischer Obristleutnant mit seinen Truppen die Heilig-Geist-Kapelle und das Spital in Wildeshausen demoliert hatte, in den Dienst Gustav Adolfs von Schweden, der ihn als Generalquartiermeister nach Litauen und Livland sandte.

## Im Dienst Berns
Nach seiner Rückkehr nach Bern wurde Johann Ludwig von Erlach in den Grossen Rat aufgenommen. 1628 verfasste er federführend die Berner Heeresreform. 1629 verfasste er als Mitglied des Kleinen Rates das erste eidgenössische Defensionale und beteiligte sich im April 1630 als Oberst auf Geheiss der Tagsatzung an der Belagerung von Casale im Piemont durch die Franzosen. 1633 wurde Johann Ludwig von Erlach als Obrist zum Kommandanten des bernischen Aargaus berufen, eine verantwortungsvolle Position, da im benachbarten Oberrheingebiet und im Elsass die Schweden eingebrochen waren. Nach den Beschlüssen der Tagsatzung war er der Neutralität verpflichtet. Ab Oktober 1637 unterstützte er jedoch immer offener Bernhard von Weimar, dem er riet, die vorderösterreichischen Waldstädte über das Gebiet des Bistums Basel anzugreifen. Johann Ludwig von Erlach unterstützte Bernhard von Weimars Offensive gegen die vier Waldstädte im Januar 1638 mit Aufklärung, Logistik und Nachschub. Zum Skandal geriet die Gefangennahme des bernischen Obristen – aus österreichischer Sicht ein Kombattant – am 28. Februar 1638 bei Beuggen in der Schlacht bei Rheinfelden. Johann Ludwig von Erlach wurde zunächst in der Festung Rheinfelden in Gewahrsam genommen, kam aber bereits am 22. März nach der Kapitulation Rheinfeldens frei. Nachdem seine Rechtfertigung vor der Tagsatzung misslang, wurde seinem Wunsch nach Entlassung stattgegeben. Von Erlach machte sich dann schuldig an der «Bluttat von Laufenburg», als er als Rache für die Flucht des kaiserlichen Feldmarschalls Savelli aus dem Kerker den Pfarrer, den Kaplan und den Gefängniswärter hinrichten liess.

## Im Dienst Bernhards von Weimar
Im Sommer 1638 trat Johann Ludwig von Erlach im Rang eines Generalmajors in den schwedisch-weimarischen Dienst. Bernhard von Weimar beauftragte ihn  mit der Fortführung der Belagerung von Breisach, dessen Kommandant Hans Heinrich von Reinach sich am 17. Dezember 1638 nach schweren Verlusten unter der Zivilbevölkerung ergab. Unmittelbar danach ernannte Bernhard von Weimar von Erlach zum Stadtgouverneur.
In dieser Position gelang ihm rasch, die Rolle eines Primus unter den vier weimarischen Generälen einzunehmen. Der sterbende Bernhard von Weimar bestellte in Neuenburg am Rhein Ludwig von Erlach zum Vollstrecker seines Testamentes und stellte ihn mit drei Mitdirektoren an die Spitze der Truppen. Entgegen der letzten Verfügung Bernhards von Weimar, die eroberten Gebiete am Oberrhein einem seiner Brüder zu übergeben, führte Hans Ludwig von Erlach unverzüglich Unterhandlungen mit Kardinal Richelieu.

## Im Dienst Frankreichs
Johann Ludwig von Erlach erhielt für die Übergabe der besetzten Gebiete an Frankreich eine hohe Gratifikation, die je nach Quelle bis zu 300'000 Franken betragen haben soll. Ausserdem wurde er als Gouverneur von Breisach und der eroberten vorderösterreichischen Gebiete bestätigt. Er  erhielt den Oberbefehl über die schwedisch-weimarischen Truppen und ausserdem die französische Staatszugehörigkeit. Jedoch stellte ihm Richelieu als Königsleutnant der französischen Regimenter den Baron von d’Oisonville, einen Neffen des Ministers Desnoyers, zur Seite. Nach einem Erlass des Königs musste Erlach dem Baron 1641 die Vorrangstellung überlassen. Mit den gewonnenen finanziellen Mitteln liess von Erlach seinen Besitz Schloss Kasteln bei Schinznach ab 1643 mit einer prunkvollen Ausstattung neu errichten und erwarb ein Palais in der Basler Vorstadt.
Erlach und d’Oisonville operierten zumeist in unterschiedlichen Regionen. Eine Abstimmung in wichtigen Punkten kann jedoch angenommen werden. Im Frühjahr 1643 stand d’Oisonville in Mittelbaden und hinterliess nach den zeitgenössischen Quellen schwere Schäden in den ausgeplünderten Orten und Dörfern, darunter Gernsbach und Oberkirch.
Johann Ludwig von Erlach kooperierte seit 1638 mit dem verbündeten ehemaligen württembergischen Kommandanten und Kriegsherrn der Festung Hohentwiel Konrad Widerholt, mit dem zusammen er 1643 Überlingen und Tuttlingen überfiel und plünderte. Der Begriff Erlach’scher Reiter wurde zum Synonym für Bandit.
Die Zusammenarbeit mit d’Oisonville gestaltete sich zunehmend schwierig. Im März 1644 meuterten die französischen Soldaten, da d’Oisonville Gelder für die Besoldung und den Unterhalt der militärischen Anlagen unterschlagen hatte. Erlachs Position verbesserte sich Mitte der 1640er-Jahre. D’Oisonville wurde schliesslich nach dem Sturz seines Onkels abberufen.
1647 wurde Erlachs Position weiter dadurch gefestigt, dass er zum ranghöchsten Generalleutnant unter dem Oberbefehl Turennes aufstieg, wenngleich er mit Turenne nicht im besten Einvernehmen stand.
Als Kommandeur der Hilfstruppen verhalf er durch sein Eingreifen Condé bei Lens am 20. August 1648 zum Sieg. Als Ende 1648 die Auseinandersetzungen der Fronde eskalierten, stand Erlach auf Seiten der Krone gegen die aufständischen Adligen, denen sich im Februar 1649 auch Erlachs bisheriger Befehlshaber Turenne anschloss. Als Turenne versuchte, die nach dem Westfälischen Frieden noch am Rhein stehenden Truppen nach Frankreich gegen die Krone zu führen, konnte Erlach rechtzeitig mithilfe frischer Kredite den Soldaten einen Teil ihres ausstehenden Soldes bezahlen, womit er sie auf seine Seite brachte. Anschließend führte er die Truppen selbst zur Unterwerfung der Aufständischen nach Paris.
Ein zwischen 1647 und 1650 entstandenes Porträt stellt Erlach als Generalleutnant mit dem französischen Kommandostab dar. Erlach wurde jedoch nicht, wie immer wieder kolportiert wird, kurz vor dem Tod zum Marschall von Frankreich ernannt.

## Erlachs Einfluss auf die Friedensverhandlungen in Osnabrück und Münster
Johann Ludwig von Erlach machte während der laufenden Friedensverhandlungen in Münster und Osnabrück mit wiederholten Memoranda seinen Einfluss in Paris geltend. Er zielte zunächst darauf ab, das Elsass und auch das Hochrheintal mit den Waldstädten dauerhaft Frankreich anzugliedern. Damit stand er den Interessen der Stadt Basel entgegen, die ihrerseits Interesse an den linksrheinischen Waldstädten und dem Fricktal bekundete. Erlachs wichtigster Gegenspieler auf habsburgischer Seite, der Baron Isaak Volmar von Rieden, hatte dagegen den Auftrag, die Vorkriegsgrenzen wiederherzustellen.
Mit Johann Rudolf Wettstein hatte Erlach bereits zu dessen Zeit als Oberzunftmeister engen wirtschaftlichen Kontakt. Wettstein gelang es, Erlach ab 1646 ins Vertrauen und Einverständnis zu ziehen. Erlach nutzte ab diesem Zeitpunkt seinen Einfluss und seine Verbindungen in Paris zur Stärkung von Wettsteins Position in Münster und Osnabrück.

## Krankheit, Tod und Begräbnis
Ende 1649 erkrankte Erlach schwer. Auch eine Kur im Sauerbrunnen Griesbach führte zu keiner Besserung. Johann Ludwig Erlach verstarb am 26. Januar in Breisach. Der Leichnam wurde an seinen Sitz Kasteln überführt. Bereits zu Lebzeiten hatte er an der reformierten Kirche Schinznach, seiner Ortskirche, eine Grabkapelle bauen lassen. Ein grosser und reichlich geschmückter Epitaph erzählt seine Lebensgeschichte.